# Maria Elena Berini
Maria Elena Berini (9 de desembre de 1944, Sondrio, Itàlia) és una monja de l'orde de les germanes de Jeanne-Antide Thouret i missionera catòlica. Va guanyar el Premi Internacional Dona Coratge el 2018.
De 1963 a 1969, es va formar com a professora. El 1972, va anar al Txad, a treballar en escoles rurals. El 2007, la seva congregació la va enviar a la República Centreafricana. El 2017, va proporcionar refugi a la seva missió catòlica, quan els rebels van atacar Bocaranga.